# August Buxtorf

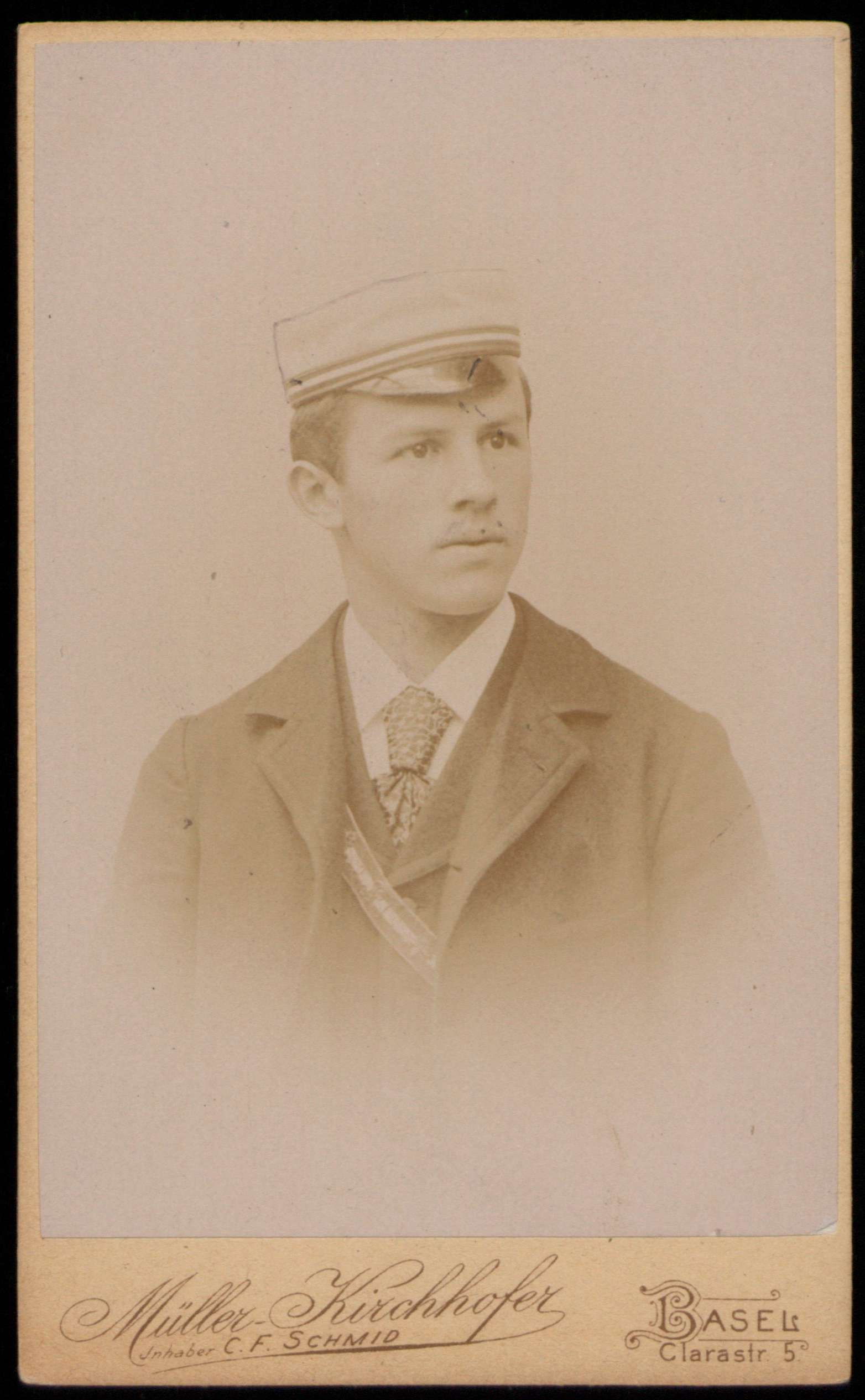
August Buxtorf ([1898])

August Buxtorf (* 16. Dezember 1877 in Basel; † 2. März 1969 ebenda, reformiert, heimatberechtigt in Basel) war ein Schweizer Geologe.

## Leben
August Buxtorf kam am 16. Dezember 1877 in Basel als Sohn des Kaufmanns Friedrich Buxtorf und der Ernestine geborene Rupp. Buxtorf belegte zunächst ein Studium der Botanik, danach der Geologie an den Universitäten Basel, Grenoble und Göttingen, bevor er im Jahr 1900 in Basel bei Carl Schmidt in Basel promovierte.
In der Folge war er als Erdöl-Geologe in Asien und Ägypten im Einsatz. Anschliessend lehrte Buxtorf zuerst ab 1907 als Privatdozent, seit 1914 als ordentlicher Professor an der Universität Basel, der er im Jahr 1940 als Rektor vorstand. Dort organisierte er das neue Institut für Geologie und Paläontologie, leitete es bis 1944 und bildete zahlreiche Schüler aus, die danach in der ganzen Welt tätig wurden. Im Jahr 1932 wurde er zum Mitglied der Gelehrtenakademie Leopoldina gewählt.
Dazu fungierte August Buxtorf in den Jahren 1926 bis 1953 als Präsident und unermüdlicher Antreiber der Schweizerischen Geologischen Kommission, etwa bei der Erstellung der  Geologischen Generalkarte der Schweiz, der Schweizerischen Naturforschenden Gesellschaft.
August Buxtorf heiratete im Jahr 1905 Emma, die Tochter des  Gymnasiallehrers Achilles Burckhardt-von Salis. Er verstarb am 2. März 1969 wenige Monate nach Vollendung seines 91. Lebensjahres in Basel.
1950 wurde er Ehrenmitglied des Oberrheinischen Geologischen Vereins (OGV). 1957 erhielt er die Leopold-von-Buch-Plakette.

## Wirken
August Buxtorfs Forschungen im Jura führten ihn im Jahr 1907 zur bekannten Hypothese über den Ursprung der Faltung dieser Kette. Daneben studierte er auch die Geologie der Zentralschweiz sowie des Tessins und verfasste zahlreiche Arbeiten in angewandter Geologie, unter anderem zum Tunnelbau.